# فرودگاه جزیره فورت سیمپسون
فرودگاه جزیره فورت سیمپسون (به انگلیسی: Fort Simpson Island Airport) یک فرودگاه خصوصی است که یک باند فرود شن و برف دارد و طول باند آن ۹۱۴ متر است. این فرودگاه در کشور کانادا قرار دارد و در ارتفاع ۱۲۳ متری از سطح دریا واقع شده است.